# Otostigmus lawrencei
Otostigmus lawrencei är en mångfotingart som beskrevs av Dobroruka 1968. Otostigmus lawrencei ingår i släktet Otostigmus och familjen Scolopendridae. Inga underarter finns listade i Catalogue of Life.